# Wodnyk Odessa
Wodnyk Odessa (ukr. Футбольний клуб «Водник» Одеса, Futbolnyj Kłub "Wodnyk" Odesa) – ukraiński klub piłkarski z siedzibą w Odessie.

## Historia
Chronologia nazw:
- 1933: Wodnyk Odessa (ukr. «Водник» Одеса)
- 1963: klub rozwiązano

Drużyna piłkarska Wodnyk Odessa została założona w mieście Odessa w latach 30. XX wieku. Zespół występował w rozgrywkach lokalnych. W 1949 występował w rozgrywkach Pucharu Ukraińskiej SRR, gdzie w finale ustąpił WPS Charków (5:1). Potem występował w mistrzostwach i Pucharze obwodu odeskiego, dopóki nie został rozformowany.

## Sukcesy
- finalista Pucharu Ukraińskiej SRR:

1949